# بارني أوشوجنسي
بارني أوشوجنسي (28 فبراير 1912 في أستراليا - 27 مايو 2007 في أستراليا)  (بالإنجليزية: Barney O'Shaughnessy)‏ هو لاعب كريكت أسترالي. لعب مع فريق غرب أستراليا للكريكت ‏.

## وصلات خارجية
- بارني أوشوجنسي على موقع إي آس بي آن كريك إنفو (الإنجليزية)